# Heřma Žárská

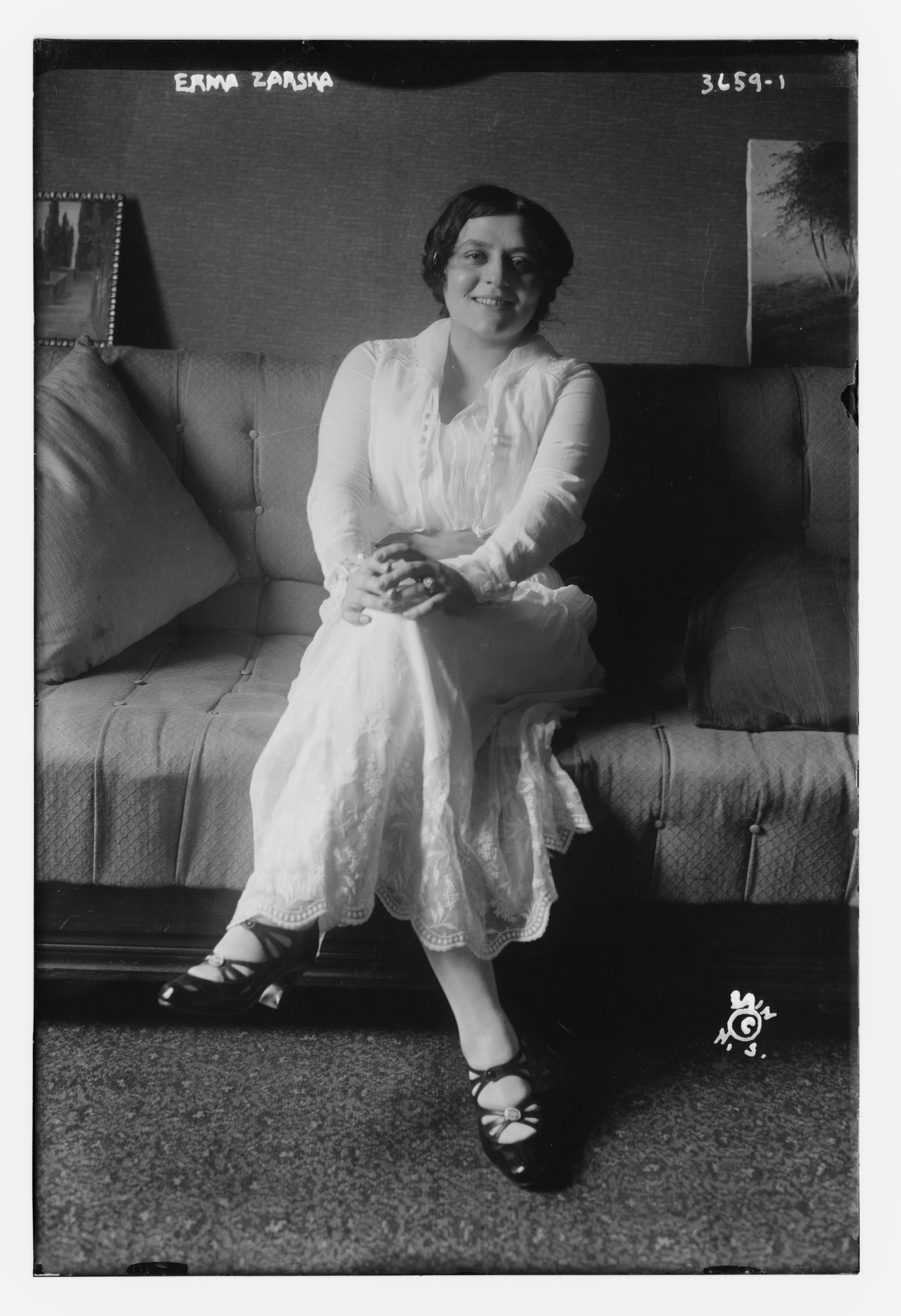
Heřma Žárská – Bain News Service collection, Library of Congress

Heřma Žárská (geb. Hermína Maria Žárská, auf Englisch bekannt als Erma Zarska oder Erma Zareska; * 9. Juni 1889 in Olmütz; † 30. März 1971 in Prag) war eine tschechische Opernsängerin. In der Saison 1915–1916 war sie Sopranistin an der Metropolitan Opera. Sie sang auch am Nationaltheater Prag und am Slowakischen Nationaltheater.

## Leben
Hermína Maria Žárská wurde in Olomouc als Tochter von Ignác Žárský, einem Schmied und Kutschenbauer, geboren. Ihre Ausbildung zur Sängerin absolvierte sie in Prag und Berlin. In den Jahren 1913–1914 studierte sie Gesang am Stern’schen Konservatorium in Berlin bei Alfredo Cairati.
Zarska starb 1971 im Alter von 81 Jahren in Prag.

## Karriere
Žárská sang als junge Frau am Prager Nationaltheater in Hubička, Dalibor und Die verkaufte Braut, allesamt Opern von Smetana. Sie gab ihr Debüt an der Metropolitan Opera in New York im November 1915. Eine „schwere Erkältung“ beeinträchtigte jedoch ihre Stimme und sie versagte bei ihrem Debüt in Lohengrin. „Am Ende sang sie fast im Flüsterton“, so der Rezensent der New York Times. Emmy Destinn kehrte an die Met zurück, um die Rolle zu übernehmen, während sich Žárská erholte.
Žárská sang im Februar 1916 auch die Rolle der Santuzza in der Met-Inszenierung von Cavalleria Rusticana, wobei Sophie Braslau eine weitere Rolle sang. Während der Aufführung von Cavalleria Rusticana geriet sie auf der Bühne noch einmal in Verlegenheit, als der Schultergurt ihres gewagten Kleides verrutschte und Berichten zufolge „das Publikum viel von Erma sah“. Am Ende dieser Saison kehrte sie nach Europa zurück, als ihr Vertrag nicht verlängert wurde.
Sie machte 1916 Aufnahmen für Columbia. In der Spielzeit 1921–1922 war sie Solistin am Slowakischen Nationaltheater.